# スワンガード・スタジアム
スワンガード・スタジアム（英語：Swangard Stadium）は、カナダのバーナビーにある競技場である。屋根付き観客席が4,800席と木製の移動式外野席が2,068席ある。サッカーやカナディアンフットボールの試合会場として優先的に使われているが、陸上競技もしばしば開催されている。2007 FIFA U-20ワールドカップに合わせて、スタジアムの収容人数は一時的に10,000席まで増やされている。
スタジアムは1969年にUSLの所属するバンクーバー・ホワイトキャップスの本拠地として建設され、収容人数は5,722人であった。
バンクーバー・スカイトレインの最寄り駅はパターソン駅になる。
過去に、男女サッカーカナダ代表のオリンピックやワールドカップの選考試合を開催したことがあり、立ち見客を含め観客数が1万人を超えたことが何度かある。